# Gulmussling
Gulmussling (Crepidotus luteolus) är en svampart som beskrevs av Sacc. 1887. Enligt Catalogue of Life ingår Gulmussling i släktet rödmusslingar,  och familjen Inocybaceae, men enligt Dyntaxa är tillhörigheten istället släktet rödmusslingar,  och familjen Crepidotaceae. Arten är reproducerande i Sverige. Inga underarter finns listade i Catalogue of Life.